# Союз композиторов Республики Башкортостан
Союз композиторов Республики Башкортостан — творческая общественная организация, объединяющая композиторов, музыковедов и музыкальных критиков Республики Башкортостана.
«Союз композиторов РБ» находится по адресу: 450006, г. Уфа, ул. Гафури, д. 6.
Основная форма работы союза — прослушивание и обсуждение музыкальных сочинений, проведение конкурсов, фестивалей, творческих вечеров и концертов. В состав союза входят Музыкальный фонд (осн. в 1941), секция музыковедения и молодёжная секция (1985—1991).
Исполнительный орган — правление, которое проводит пленумы 1 раз в 2-3 года. В работе союза активно участвовали композиторы С. Х. Габяши, К. Ю. Рахимов, Н. Г. Сабитов, музыковеды М. З. Баширов, Л. П. Атанова и др.
Главная задача союза композиторов РБ — способствовать творческому росту и развитию профессионального мастерства композиторов и музыковедов.
С 1982 года союзом проводятся музыкальные фестивали республик Поволжья и Урала. В состав союза композиторов РБ входят композиторы разных поколений: Р. В. Сальманов, Ш. В. Кульборисов, А. Х. Габдрахманов, Р. М. Хасанов, А. Т. Каримов, С. Г. Шагиахметова, Л. З. Исмагилова, Д. Д. Хасаншин, С. А. Низамутдинов, Р. Р. Зиганов, А. М. Кубагушев, Н. А. Даутов, Р. Н. Сабитов и др.; музыковеды Э. М. Давыдова, Х. С. Ихтисамов, Г. Х. Ахметова, Н. В. Ахметжанова, Е. Р. Скурко и др.

## История
У истоков профессиональной башкирской музыки стояли композиторы М. М. Валеев, Х. К. Ибрагимов, С. X. Габяши, К. Ю. Рахимов, Г. С. Альмухаметов. В 20—30-х годах XX века они делали обработки башкирских народных песен, создали первые композиторские сочинения малых форм — песни, романсы, инструментальные пьесы, писали музыку к театральным спектаклям. Русские музыковеды-фольклористы А. Ключарёв, И. Салтыков, А. Эйхенвальд и другие совместно с башкирскими музыкантами провели большую работу по сбору и записи башкирского музыкального фольклора.
Союз композиторов Республики был организован в Уфе Постановлением Совнаркома Башкирской АССР от 2 февраля 1940 года. Первоначально в его состав вошли пять композиторов и фольклористов: М. З. Баширов, М. М. Валеев (первый председатель союза), С. Х Габяши, Х. К. Ибрагимов, Р. А. Муртазин.
Трудами членов Союза композиторов РБ создавалась башкирская музыка. В 1940 году появилась первая башкирская опера — «Хакмар» М. М. Валеева. В 1944 году в Башкирском оперном театре был поставлен первый национальный балет «Журавлиная песнь» Л. Б. Степанова и З. Г. Исмагилова.
В годы Великой Отечественной войны в Союзе композиторов Башкирии работали эвакуированные композиторы из разных городов России. Основной темой их работы была оборонная. Ими был подготовлен к изданию сборник песен «Композиторы — фронту», с 40 песнями, изданы 24 песни-листовки для башкирской кавалерийской дивизии (героические, лирические, шуточные песни и песни о конкретных героях-воинах — славных сынах Башкирии: «Генерал Шаймуратов», «Тагир Кусимов», «Байгужа Саитгалин» З. Исмагилова, «Береги границу» Р. Муртазина, «Подымайся, Урал!» А. Спадавеккиа, «Дивизия, вперёд!» М. Валеева, «Башкирские конники» Н. Чемберджи, «Родину не отдадим» Х. Ибрагимова, «Возлюбленный Гульчиры» Т. Каримова, «Антивоенные частушки» Р. Габитова и др.). Композиторы выступали с концертами в эвакогоспиталях, на призывных пунктах перед солдатами, уходящими на фронт, а З. Исмагилов и Т. Каримов также выезжали в Башкирскую кавалерийскую дивизию вместе с артистами. Молодые композиторы союза М. Рахимов и Р. Габитов (1913—1943) погибли на фронте.
Важным событием в культурной жизни республики стала Декада литературы и искусства Башкирии в 1955 году в Москве. Среди спектаклей, привезенных в Москву, была опера «Салават Юлаев» З. Г. Исмагилова. В послевоенный период возникли первые произведения кантатно-ораториального жанра: кантаты «Башкортостан» Х. Ш. Заимова, «Матросы» Н. Г. Сабитова. Появляются «Праздничная симфониетта» Р. А. Муртазина, затем его Первая симфония (1957).
Второй такой отчёт состоялся в 1964 годе, когда в Уфе проходило выездное заседание Секретариата Союза композиторов РСФСР, которое возглавлял выдающийся композитор современности Дмитрий Дмитриевич Шостакович.
С открытием в 1968 году Уфимского государственного института искусств в БАССР началась подготовка композиторских кадров.
Деятельность Союза композиторов РБ, который возглавляли известные композиторы, характеризуется разнообразием направлений: от обсуждения творческих проблем, прослушивания новых сочинений, организации пленумов и съездов до решения вопросов нотоиздания, пропаганды национальной музыки, собирания и исследования башкирского фольклора, критики, исполнительства.
Сегодня региональная общественная организации «Союз композиторов Республики Башкортостан» — насчитывает 46 членов организации — 31 композитор и 15 музыковедов.
С 2013 года председателем Союза стала профессор, заведующая кафедрой композиции уфимской академии имени З. Исмагилова, заслуженный деятель искусств РФ и РБ, член Союза композиторов РБ, СССР и РФ Лейла Исмагилова.
В настоящее время в РБ плодотворно работают композиторы, члены СК РБ: Рафаил Касимов — автор восьми симфоний, Лейла Исмгаилова — автор трёх балетов, Рустем Сабитов, Айрат Каримов, Роза Сахаутдинова, Айрат Кубагушев, Андрей Березовский, Даниил Хасаншин, Hyp Даутов. Совмещают творческую и педагогическую деятельность композиторы Ильдар Хисамутдинов, Азамат Хасаншин, Валерий Скобелкин, Салават и Айсылу Сальмановы, Рашит Зиганов.
Произведения композиторов республики входят в репертуар Национального симфонического оркестра и Национального оркестра народных инструментов РБ, Академической хоровой капеллы Башкортостана. Большинство композиторов имеют почётные звания РБ и России. Л. Исмагилова, Р. Сабитов, С. Низамутдинов — лауреаты премии СК России имени Д. Шостаковича. Р. Касимов — лауреат Государственной премии имени Салавата Юлаева.

## Члены Союза
- Азамат Азнагулов
- Алина Ахметова
- Андрей Константинович Березовский
- Игорь Владимирович Бурдуков — звукорежиссёр Национального симфонического оркестра РБ, преподаватель кафедры звукорежиссуры Уфимского государственного института искусств им. З. Исмагилова и Уфимского училища искусств.
- Айрат Рашитович Гайсин
- Шаура Фарраховна Гаппасова
- Ринат Сабитович Хафизов
- Газиз Салихович Давлетбердин
- Нур Асгатович Даутов
- Айгуль Рифовна Еникеева
- Рашит Рахимович Зиганов
- Галина Зиганова, лауреат всероссийского и международного конкурсов
- Фаниль Рифович Ибрагимов — старший преподаватель кафедры композиции, помощник проректора по учебной и воспитательной работе Уфимского государственного института искусств им. З. Исмагилова
- Урал Мирасович Идельбаев
- Фарит Фатихович Идрисов
- Наталия Исаева
- Лейла Загировна Исмагилова — профессор, заведующая кафедрой композиции Уфимского государственного института искусств им. З. Исмагилова, заслуженный деятель искусств РФ и РБ, народная артистка РБ.
- Рафаил Габдулхаевич Касимов — лауреат Государственной премии РБ им. Салавата Юлаева (2004).
- Айрат Миниахметович Кубагушев — композитор фольклорист. Заслуженный деятель искусств РБ
- Виринея Лихачёва
- Рустэм Нариманович Сабитов
- Шаура Азаматовна Сагитова — преподаватель кафедры специального фортепиано и композиции Уфимского государственного института искусств им. З. Исмагилова
- Салават Рафикович Сальманов — доцент кафедры композиции Уфимской государственной академии искусств им. З. Исмагилова, заслуженный деятель искусств Республики Башкортостан
- Айсылу Рафиковна Сальманова
- Роза Хайдаровна Сахаутдинова
- Валерий Михайлович Скобёлкин — доцент кафедры композиции Уфимского государственного института искусств
- Рим Махмутович Хасанов
- Азамат Данилович Хасаншин
- Данил Давлетшинович Хасаншин
- Ильдар Изильевич Хисамутдинов — доцент кафедры композиции Уфимского государственного института искусств им. З. Исмагилова
- Светлана Георгиевна Шагиахметова

## Председатели правления
- М. М. Валеев — 1940—1948
- Х. Ф. Ахметов — 1948—1953
- Х. Ш. Заимов — 1953—1954
- З. Г. Исмагилов — 1954—1978
- Р. Х. Газизов[4] — 1978—1992
- Р. Н. Сабитов — 1992—2005
- С. А. Низамутдинов — 2005—2009
- А. Р. Гайсин — 2009—2013
- Л. З. Исмагилова — с 9.12.2013 г.